# Najla Mangoush
Najla Mohammed El Mangoush (em árabe: نجلاء محمد المنقوش; nascida em 1970, em Cardiff) é uma diplomata e advogada líbia. Desde 15 de março de 2021, no governo de Abdul Hamid Dbeibeh, ela é a primeira mulher a ocupar o cargo de Ministra das Relações Exteriores da Líbia. Ela também é a quinta mulher a ocupar o cargo de Ministra das Relações Exteriores em todo o mundo árabe.

## Vida pregressa
Najla Mangoush nasceu em 7 de junho de 1970, na cidade de Cardiff, no País de Gales, em uma família de quatro filhos originária da Líbia. Ela cresceu em Benghazi, na Líbia, cidade para onde sua família retornou, quando ela tinha seis anos.

## Educação
Formou-se como advogada na Universidade de Benghazi (então Universidade Garyounis) e, mais tarde, foi professora assistente de Direito na mesma universidade. Mais tarde, ela ganhou uma bolsa do Programa Fulbright para estudar nos Estados Unidos da América, onde se formou no Centro de Justiça e Construção da Paz, da Eastern Mennonite University, localizada na cidade de Harrisonburg, na Virgínia.

## Carreira
Como especialista em resolução de conflitos, ela foi a representante da Líbia no Instituto de Paz dos Estados Unidos (United States Institute of Peace - USIP).
Ela atuou como Oficial de Programa para Construção da Paz e Direito Tradicional no Centro de Religiões Mundiais, Diplomacia e Resolução de Conflitos, em Arlington, na Virgínia.
Durante a Guerra Civil Líbia de 2011, ela chefiou a Unidade de Engajamento Público do Conselho Nacional de Transição (NTC), que lidava com organizações da sociedade civil.

## Ministra estrangeira
Em 15 de março de 2021, ela se tornou Ministra das Relações Exteriores no gabinete de Abdul Hamid Dbeibeh, que faz parte do Governo de Unidade Nacional. Ela é a primeira Ministra das Relações Exteriores da Líbia e a quinta a ocupar tal cargo no mundo árabe, depois de Naha Mint Mouknass (2009 - 2011) e Vatma Vall Mint Soueina (2015) da Mauritânia, Fawzia Yusuf H. Adam (2012–2014 ) da Somália e Asma Mohamed Abdalla (2019–2020) do Sudão.
Em maio de 2021, ela foi pressionada a renunciar e foi submetida a abusos pessoais depois de convocar a Turquia para cumprir as resoluções da ONU e retirar as tropas e mercenários turcos da Líbia.
Em 6 de novembro de 2021, o Conselho Presidencial suspendeu Najla Mangoush sob a acusação de conduzir política externa sem coordenação com o conselho. Ela também foi impedida de viajar. O primeiro-ministro Abdul Hamid Dbeibeh contestou o direito do Conselho Presidencial de suspender Najla Mangoush, dizendo que o poder de nomear ou suspender ministros em seu governo é sua reserva exclusiva.

## Prêmios
2021 - Lista das 100 Mulheres inspiradoras do ano da BBC, por seu trabalho na construção de vínculos com organizações da sociedade civil.
2022 - Recebeu o prêmio International Women of Courage do Departamento de Estado dos Estados Unidos.